# کریستیان کانتول
 کریستیان کانتول (انگلیسی: Christian Cantwell؛ زاده ۳۰ سپتامبر ۱۹۸۰) یک ورزشکار اهل ایالات متحده آمریکا است.